# 那加宮浦町
那加宮浦町（なかみやうらちょう）は、岐阜県各務原市の地名。丁番を持たない単独町名である。

## 地理
各務原市の那加地区に属する。
町域の東部は那加太平町、那加新田町、西部は那加浜見町、南部は那加新加納町、那加日吉町、北部は那加太平町、那加新田町に接する。
町域には名古屋鉄道各務原線、JR高山本線が通過する。
地名は那加新加納町の小字、宮裏に因む。
道路
- 県道152号岐阜各務原線

## 歴史
1978年（昭和53年）1月31日、那加新加納町の一部をもって那加宮浦町が成立。

## 世帯数と人口
2024年（令和6年）10月1日現在の世帯数と人口は以下の通りである。
| 丁目       | 世帯数  | 人口  |
| ---------- | ------- | ----- |
| 那加宮浦町 | 171世帯 | 438人 |

## 小・中学校の学区
市立小・中学校に通う場合、学区は以下の通りとなる。尚、那加宮浦町の自治会は新田町自治会（那加新田町）である。
| 番・番地等 | 小学校                   | 中学校               |
| ---------- | ------------------------ | -------------------- |
| 全域       | 各務原市立那加第一小学校 | 各務原市立那加中学校 |